# François Désiré Roulin

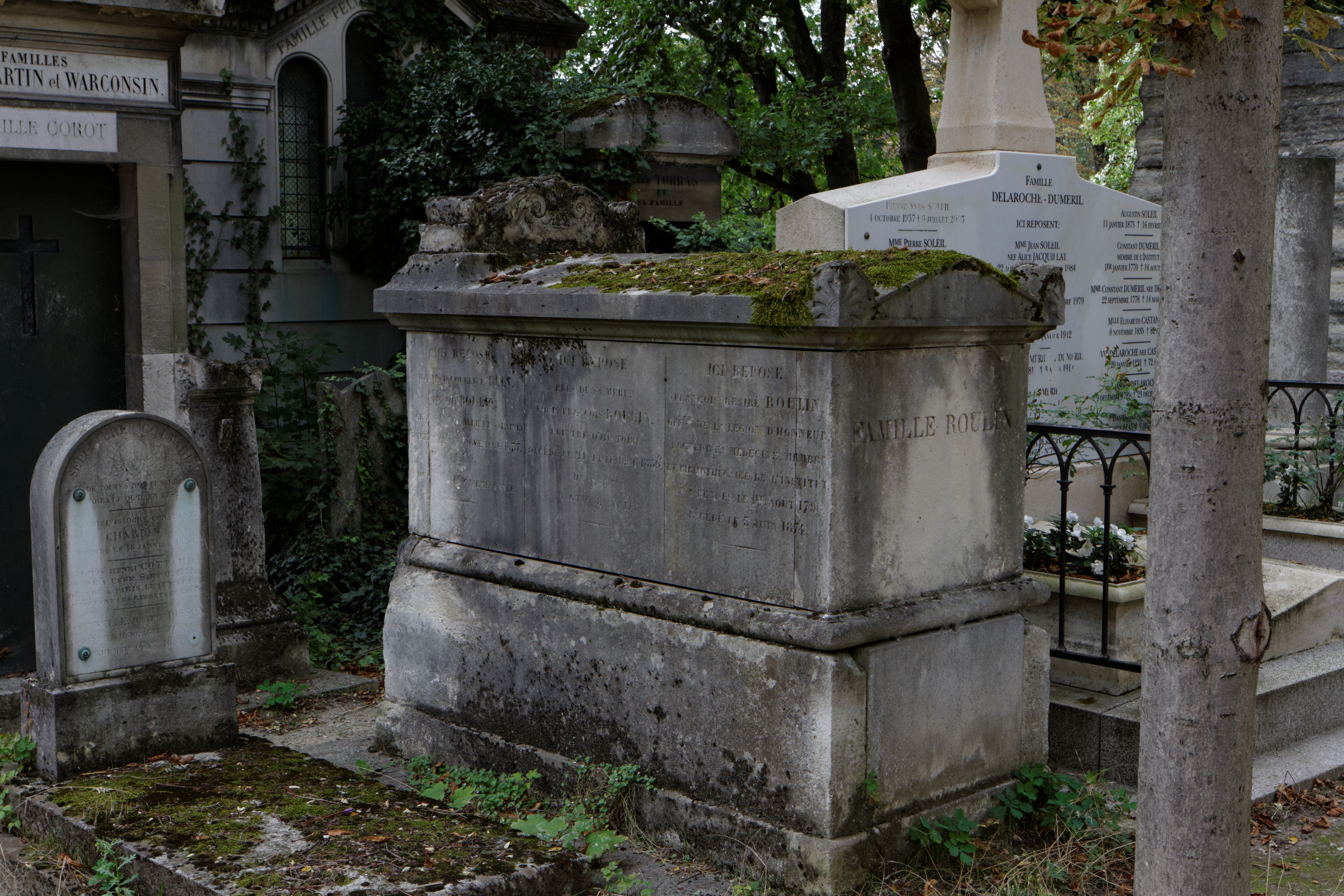
Tumba de François Désiré Roulin en el Cementerio del Père Lachaise.

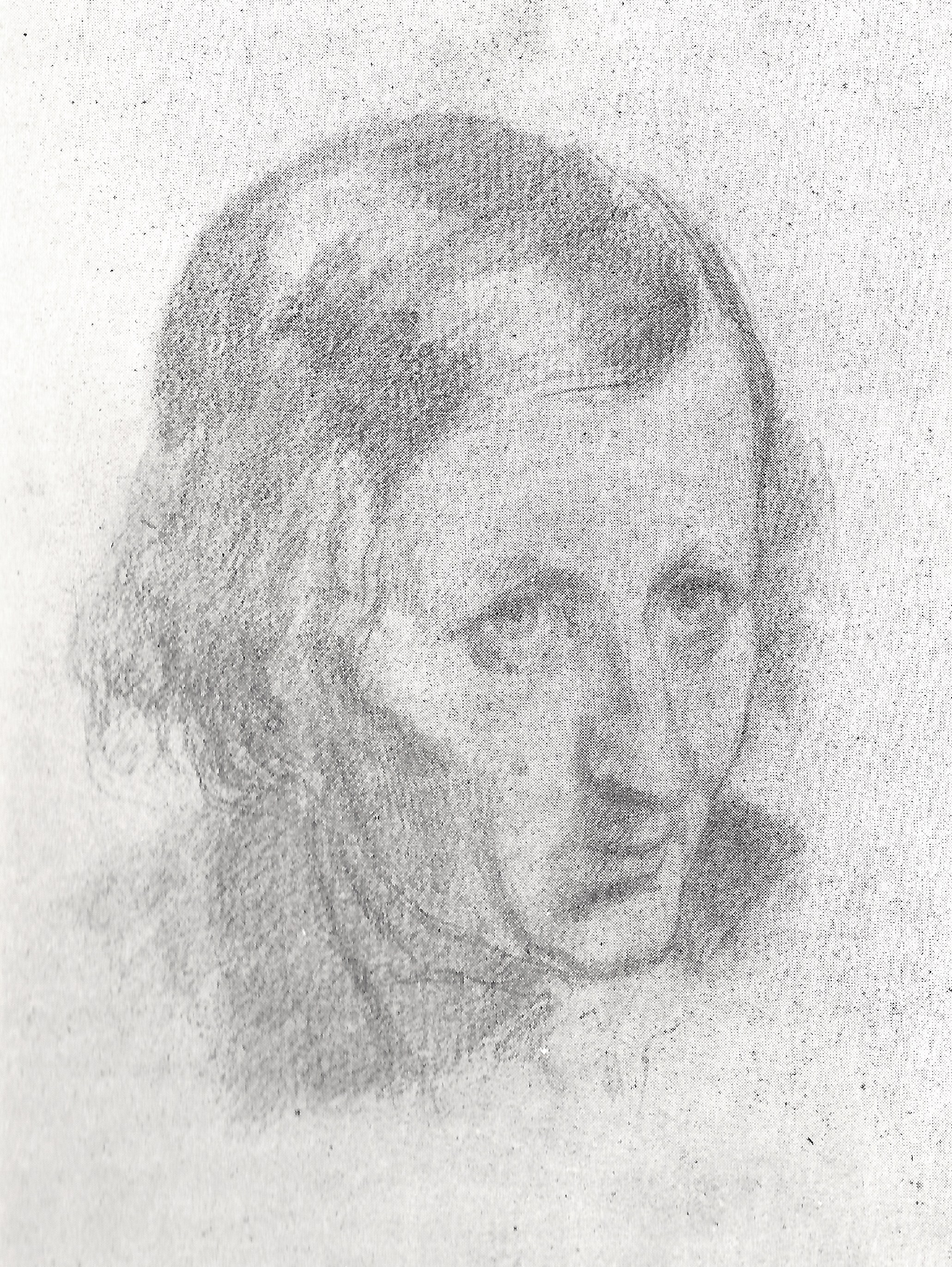
Retrato a lápiz de Desiré Roulin por Héloïse Leloir.

François Désiré Roulin (1796-1874) fue un naturalista, médico e ilustrador francés nacido en Rennes.
Exploró América del Sur en varias expediciones, observando la flora y fauna local, y describiéndolos en sus ilustraciones, algunas de las cuales hicieron parte de Le Règne Animal del también naturalista francés Georges Cuvier, y de Voyage dans la République de Colombie de Gaspard Théodore Mollien. Publicó los resultados de sus trabajos, se convirtió en bibliotecario del Instituto y miembro libre de la Academia de Ciencias. Varias de sus acuarelas también fueron empleadas (con modificaciones menores) para los grabados que adornan Voyage pittoresque dans les deux Amériques (París, 1836), un libro de Alcide d'Orbigny.

## Biografía
Estudió por primera vez en el Liceo de Rennes. Luego se unió a la Escuela Politécnica pero fue uno de los estudiantes que fueron expulsados en 1815 por su actitud bonapartista y antirrealista. Luego comenzó sus estudios de medicina.
De 1815 a 1820, estudió medicina en la Universidad de París. Roulin visitó Colombia desde 1822 hasta 1828, convirtiéndose en un experto en la historia natural del país. En 1824 se desempeñó como médico y científico en una expedición financiada por el gobierno colombiano para estudiar el río Meta, afluente del río Orinoco. En Colombia, también inspeccionó las minas de oro en La Vega de Supía y Marmato, y viajó por el río Magdalena.
Mientras estaba en América del Sur, hizo otras expediciones en Venezuela, Perú y Ecuador, durante las cuales nunca dejaba de observar la naturaleza y los animales, pintarlos o dibujarlos. Su retrato de Simón Bolívar sirvió de base para la creación de una estatua.
Al regresar a Francia en 1829, fue nombrado bibliotecario adjunto y luego bibliotecario del Instituto de Francia, pero se dedicó sobre todo al trabajo científico resultante de sus observaciones. Publicó una gran cantidad de artículos en revistas como Le Globe, Le Temps, Revue des deux Mondes y Le Magasin pittoresque. Fue elegido miembro libre de la Academia de Ciencias de Francia en 1865.
En 1818 se casó con Manette Blin, hija del diputado Joseph Blin (1764-1834), fue tío del matemático Joseph Bertrand (1822-1900) y del arqueólogo Alexandre Bertrand (1820-1902).

## Iconografía
- El escultor David d'Angers produjo un medallón que representa a Désiré Roulin en 1832. Una copia se guarda en París en Museo del Louvre.[3]
- Héloïse Leloir (1820-1873) dibujó un retrato a lápiz.[4]
- Alexandre Marie-Colin realizó una pintura en la que lo representó como explorador.[5]
- El Instituto de Francia recibió su busto en 1875, poco después de su muerte.[6]